# 盤古の斧
盤古の斧（ばんこのおの）は、中国神話における創世神・盤古が天地開闢に用いたとされる伝説的な斧。ただし、古代文献に具体的な名称は記録されていない。名称は後世の文芸作品や民間伝承で形成されたものである。

## 名称の由来
- 現存する最古の記録（三国時代・徐整『三五歴記』）では、盤古が斧を使用したという記述すら存在せず、天地開闢は彼の身体の成長によって成し遂げられたとされる。
- 「開天斧」の呼称は、明代の小説『封神演義』や『西遊記』の二次解釈、清代の『開闢衍繹』（周遊著）で初めて登場し、道教の宇宙論と結びついた[1]。
- 「盤古斧」は現代の通俗的解釈による総称で、学術文献では用いられない。

## 神話中的描写
- 三国〜六朝時代の記録：『三五歴紀』（東漢）『五運歴年記』では道具の使用を明示せず、自然の気の分離として描写。
- 明代以降の展開：『開闢衍繹』第十八回において「斧と鑿を揮い、陰陽を切り分けた」と初めて斧の使用が明文化され、擬人化された開闢神話が完成した[2]。

## 道教との関係
- 東晋・葛洪『枕中書』では盤古を元始天王と同一視するが、神器の記述はない。
- 唐代以降の道教儀礼書において「天地を分かつ象徴」として斧が登場する例があるが、名称は不特定[3]。

## 後世への影響
- 日本の天地開闢神話との比較研究で言及される例あり（例：『古事記』のイザナギの矛との構造的相似性）[4]。
- 現代のゲーム・漫画作品では「万物を切断する神器」として再解釈されることが多い。